# Governació de Kairuan
La governació o wilaya de Kairuan (àrab: ولاية القيروان, wilāyat al-Qayrawān) és una divisió administrativa de primer nivell de Tunísia, situada al centre del país. Limita amb les governacions de Zaghouan, Siliana, Kasserine, Sidi Bou Zid, Sfax, Sussa i Mahdia. La capital n'és Kairuan.
Té una superfície de 6.712 km² i una població aproximada de 553.900 habitants (550.000 l'any 2005).

## Economia
La seva activitat principal és l'agricultura (llegums i fruites, especialment l'oliva), però s'han creat cinc zones industrials (dues a Baten, dues a la carretera cap a Tunis, i una a Hadjeb Layoun). Disposa de tres rescloses per al proveïment d'aigua.
L'artesanat hi és força important, i en destaca per sobre de tot la fabricació d'estores i tapissos.

## Patrimoni
La capital, Kairuan, ha estat declarada Patrimoni de la Humanitat per la UNESCO. A la governació, destaquen els jaciments arqueològics de Ksar El Khima, Ksar El Lamsa i Raqqada entre d'altres.
El parc natural de Zagdoud es troba dins el territori de la divisió administrativa, en què destaquen també els paratges de la muntanya Serja i la comarca de Rihane, amb les fonts termals de Troza i Sidi Mâamar.

## Organització administrativa
La governació fou creada el 21 de juny del 1956.
El seu codi geogràfic és 41 (ISO 3166-2:TN-12).

### Delegacions
Està dividida en onze delegacions o mutamadiyyes i 114 sectors o imades:
- Kairuan Nord (41 51)
  - Al Ansar (41 51 51)
  - El Jemâa Nord (41 51 52)
  - El Jemâa Sud (41 51 53)
  - Kebilia Nord (41 51 54)
  - Jeblia Nord (41 51 55)
  - Jeblia Sud (41 51 56)
  - El Menchia (41 51 57)
  - Al Aghalba (41 51 58)
  - Elbaten (41 51 59)
  - Dheraa Ettammar (41 51 60)
  - Metbasta (41 51 61)
  - El Ghabet (41 51 62)
- Kairuan Sud (41 52)
  - Elmansoura Nord (41 52 51)
  - Elmansoura Sud (41 52 52)
  - Keblia Sud (41 52 53)
  - Merguellil (41 52 54)
  - Rakada (41 52 55)
  - Zroud (41 52 56)
  - Ettaen (41 52 57)
  - Ouled Nhar (41 52 58)
  - Khazazia (41 52 59)
  - El Makhsouma (41 52 60)
  - Nebch (41 51 61)
  - Zâafrana (41 52 62)
  - El Khadra (41 52 63)
  - El Hammama (41 51 64)
  - Beriket El Argoub (41 52 65)
- Echbika (41 53)
  - Echbika (41 53 51)
  - Jaouaouda (41 53 52)
  - El Aouamria (41 53 53)
  - Errouisset (41 53 54)
  - Abida (41 53 55)
  - Sidi Ali Ben Salem (41 53 56)
  - Hammed (41 53 57)
  - El Karma (41 53 58)
- Sbikha (41 54)
  - Sbikha Centre (41 54 51)
  - Aîn Bou Morra (41 54 52)
  - El Friouet (41 54 53)
  - Sidi Messaoud (41 54 54)
  - Ed-Dekhila (41 54 55)
  - Ed-Dheriaat (41 54 56)
  - El Gfi (41 54 57)
  - El Alam (41 54 58)
  - El Katifa (41 54 59)
  - El Aouitha (41 54 60)
  - Sisseb (41 54 61)
  - Ech-Chorfa (41 54 62)
  - Chogafia (41 54 63)
  - Serdiania (41 54 64)
  - Oued El Khraouia (41 54 65)
- El Oueslatia (41 55)
  - Mâarouf (41 55 51)
  - El Oueslatia Est (41 55 52)
  - El Oueslatia Ouest (41 55 53)
  - El Menzel (41 55 54)
  - Djebel Essarj (41 55 55)
  - Zaghdoud (41 55 56)
  - Djebel Oueslat (41 55 57)
  - Djebel Erreihane (41 55 58)
  - Aîn Djeloula (41 55 59)
  - Oued El Ksab (41 55 60)
  - El Behaîr (41 55 61)
- Haffouz (41 56)
  - Hafouz Centre (41 56 51)
  - Khit El Oued (41 56 52)
  - Oued El Jabbès (41 56 53)
  - El Aîn El Beidha (41 56 54)
  - El Houfia (41 56 55)
  - Cherichira (41 56 56)
  - Traza Sud (41 56 57)
  - Ouled Khalfallah (41 56 58)
- El Alâa (41 57)
  - El Alâa (41 57 51)
  - El Messaïd (41 57 52)
  - El Guettar (41 57 53)
  - Messiouta El Hanachir (41 57 54)
  - Messiouta Ennaguaz (41 57 55)
  - Sayada Nord (41 57 56)
  - Sayada Sud (41 57 57)
  - Ouled Amor (41 57 58)
  - Tarza Nord (41 57 59)
  - El Hamam (41 57 60)
- Hajeb El Ayoun (41 58)
  - El Hajeb Centre (41 58 51)
  - Ahouaz El Hajeb (41 58 52)
  - Chaouachi (41 58 53)
  - Esserja (41 58 54)
  - El Kantra (41 58 55)
  - El Hadaya (41 58 56)
  - El Ghouiba (41 58 57)
  - Oued El Hajel (41 58 58)
  - Errehima (41 58 59)
- Nasrallah (41 59)
  - Nasrallah Centre (41 59 51)
  - Nasrallah Banlieue (41 59 52)
  - El Hmidet (41 59 53)
  - El Fejij (41 59 54)
  - Ettouila (41 59 55)
  - El Manara (41 59 56)
  - El Kabbara (41 59 57)
  - EL Briket (41 59 58)
- Echrarda (41 60)
  - Echrarda (41 60 51)
  - Bir El Helou (41 60 52)
  - Ouled Farjallah Sud (41 60 53)
  - Cheraitia Sud (41 60 54)
  - El Ksour (41 60 55)
- Bouhajla (41 61)
  - Bouhajla Centre (41 61 51)
  - Bouhajla El Ahouez (41 61 52)
  - Jehina Sud (41 61 53)
  - Jehina Nord (41 61 54)
  - El Ketitir (41 61 55)
  - Ouled Achour (41 61 56)
  - El Fatah (41 61 57)
  - Ouled Fardjallah Nord (41 61 58)
  - Ennasr (41 61 59)
  - Bir Msikine (41 61 60)
  - El Mouisset (41 61 61)
  - Bir Bousari (41 61 62)
  - Cheraitia Nord (41 61 63)
  - Chouamekh (41 61 64)

### Municipalitats
Està dividida en dotze municipalitats o baladiyyes i cinc circumscripcions o dàïres:
- Kairuan (41 11)
  - Kairouan Medina (41 11 11)
  - El Mansoura (41 11 12)
  - Cité Jeblia (41 11 13)
  - El Keblia (41 11 14)
  - En Nasr (41 11 15)
- Echbika (41 12)
- Sbikha (41 13)
- El Oueslatia (41 14)
- Aïn Djeloula (41 15)
- Haffouz (41 16)
- El Alâa (41 17)
- Hajeb El Ayoun (41 18)
- Nasrallah (41 19)
- Menzel Mehiri (41 20)
- Echrarda (41 21)
- Bouhajla (41 22)

## Agermanaments i relacions internacionals
La governació té signat un conveni de cooperació amb la regió italiana del Piemont.